# Bert Van Boghout
Bert Van Boghout (Antwerpen, 1 april 1916 – Zoersel, 25 juni 2003) was een Belgisch nationalistisch redacteur en politicus voor de splintergoep Dietsche Arbeiderspartij (DAP).

## Levensloop
Van Boghout groeide op in een liberaal burgergezin. Hij studeerde af als onderwijzer aan de Stedelijke Normaalschool van Antwerpen in 1935 en in 1937 als regent Nederlands, geschiedenis en aardrijkskunde. Hij was betrokken bij de oprichting van de Vlaamsgezinde studentenvereniging Jong Leven.
In de jaren 30 kwam hij onder de invloed van het Duitse nationaalsocialisme. In 1937 was hij betrokken bij de oprichting van de Dietsche Opvoedkundige Beweging (DOB) en de uitgave van het Dietsch Opvoedkundig Tijdschrift, beiden racistisch en antisemitisch. Hij was ook lid van de in 1938 opgerichte Dietsche Arbeiderspartij, een splintergroep die in 1940 werd opgedoekt.
Na de Belgische capitulatie in mei 1940 werd hij kringleider van de Nationaal-Socialistische Beweging in Vlaanderen. De DOB werd omgevormd tot de Volksche Opvoedkundige Beweging (VOB), als (enige) pedagogische beweging voor Vlaanderen met als doel een scholennetwerk uit te bouwen. Hierover kwam hij in 1943 in conflict met de DeVlag en de VOB werd ontbonden. Begin augustus 1944 meldde hij zich aan bij de Waffen-SS en trok naar het Oostfront.
Na de bevrijding werd hij veroordeeld wegens militaire collaboratie tot levenslange opsluiting. In 1950 werd deze straf herleid tot 15 jaar en kort daarop kwam hij vrij en herwon hij de verloren burgerrechten. Hij hernam zijn activiteiten in (uiterst) rechtse Vlaamse kringen.
Hij trouwde met Gerda Logier en ze openden een krantenwinkel en boekhandel in het havenkwartier, die weldra een bekend verkooppunt werd van nationalistische en revisionistische literatuur.
In 1962 trad hij toe tot de Landelijke Vereniging van Vlaams-Nationale Ouders en Opvoeders, het latere Were Di. Tevens was hij redacteur van het nationalistische tijdschrift Dietsland-Europa, waarvan hij in 1975 in opvolging van Karel Dillen hoofdredacteur werd. Zelf werd hij in de jaren 90 in deze hoedanigheid opgevolgd door Ludo Gerits. Eveneens in de jaren 70 was hij, samen met Jos Defreine en Edwin Truyens medeoprichter van het radicale nationalistische Vlaams-Nationaal Direktorium (VND), waarvan hij voorzitter werd.
In de lente van 1978 speelde hij een rol achter de schermen, als voorzitter van het VND en op grond van zijn activiteiten binnen Were Di, in de toenadering tussen de Vlaams Nationale Partij (VNP) van Karel Dillen en de Vlaamse Volkspartij (VVP) van Lode Claes en bijgevolg in het ontstaan van het Vlaams Blok.
Hij overleed in het RVT Joostens in Zoersel. De uitvaartplechtigheid vond plaats in de Onze-Lieve-Vrouw van Smartenkerk in Merksem.

## Publicaties
- Dietsland-Europa 20, in: Dietsland Europa, 1975.
- Mijn collaboratie en repressie, Ekeren, Were Di, 1988.[3]
- Geschiedenis van Were Di Dietsland-Europa, 1995[4]
- Van Boghout schreef talrijke artikels, voornamelijk in Dietsland-Europa.